# 艾迪·费舍
艾迪·费舍（Eddie Fisher，1928年8月10日—2010年9月22日），美國猶太裔歌手。費雪是美国1950年代的超级巨星歌手，唱片销量达数百万张。他的一系列流行金曲包括《哦，我的爸爸》（Oh, My Papa）和《数算你的祝福》（Count Your Blessings）。不过，他最为人所知的可能是与女演员伊丽莎白·泰勒的一段绯闻。艾迪·费舍在与好莱坞女星黛比·雷诺（Debbie Reynolds）结婚后又与伊莉莎白·泰勒发生婚外情。黛比·雷诺和艾迪·费舍曾被誉为“美国最受欢迎的夫妻”。伊莉莎白·泰勒的丈夫、电影制作人迈克·托德是艾迪·费舍的好友，他在一次坠机事故中丧生，艾迪·费舍帮助安慰伊莉莎白·泰勒，日久生情，导致他和黛比·雷诺童话般的婚姻破裂。艾迪·费舍抛弃了黛比·雷诺，转而迎娶伊莉莎白·泰勒。几年之后，伊莉莎白·泰勒离开艾迪·费舍，嫁给了演员理查德·伯顿。
2010年9月22日，费舍在加利福尼亚州伯克利家中逝世，享壽82岁